# 이금용
이금용은 대한민국의 배우이자 기술관련종사자이다.

## 영화
- (2020년) 《히트맨》 ... 제이슨부하 16 역